# Jakabffy Zoltán

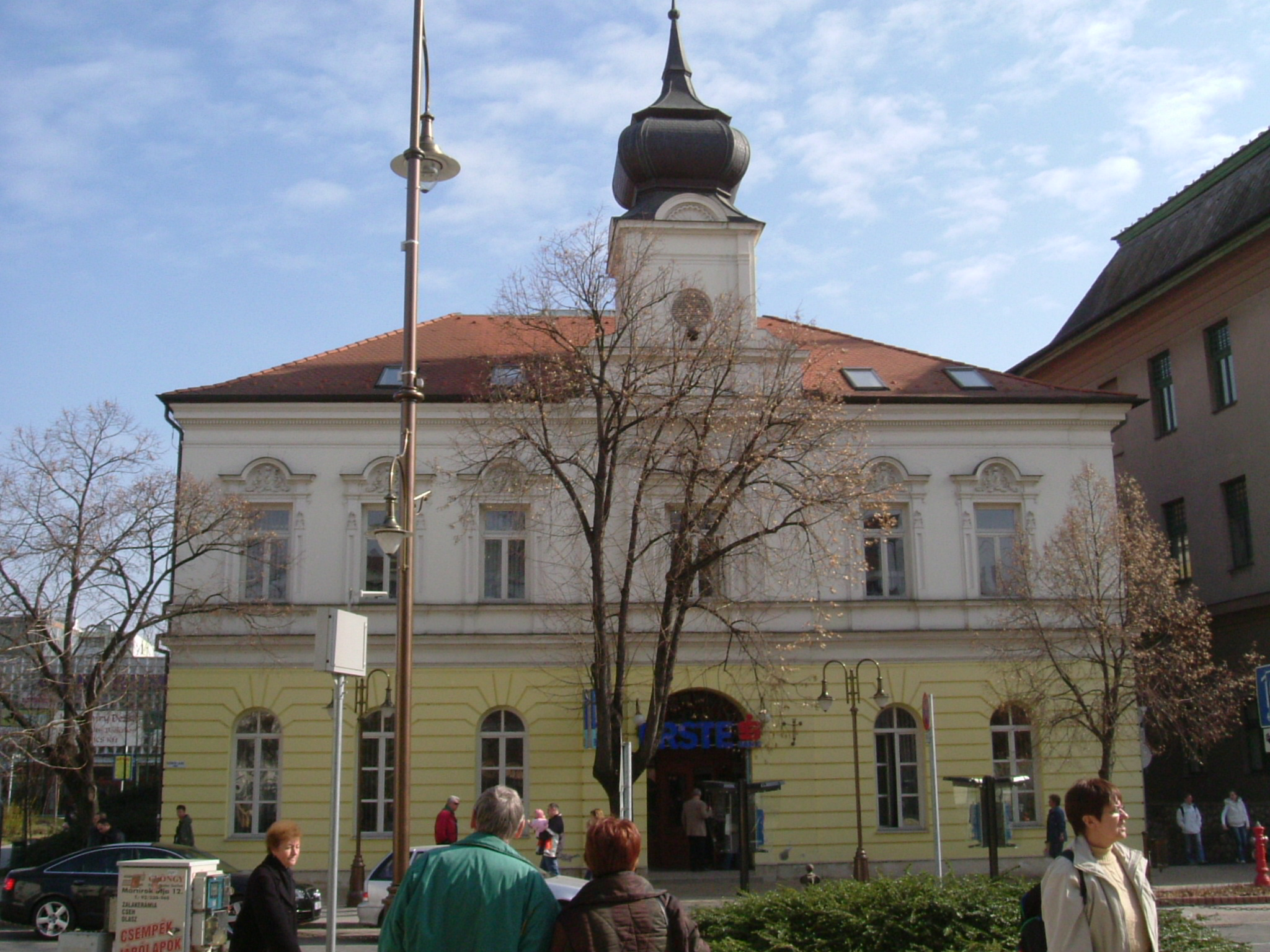
Régi kórház (Zalaegerszeg)

Jakabffy Zoltán (Budapest, 1877. december 31. – Budapest, 1947. március 7.) magyar építész. Az eklektikus építészeti korszak útkereső alkotója.

## Családja
Az erdélyi örmény nemesi Jakabfi (Hágopsáján) család leszármazottja. A család 1760-ban kapott nemesi címet.

## Élete, munkássága
Jakabffy Ferenc (1848–1913) építész, országgyűlési képviselő és Jakabffy Beatrix (1844–1933) gyermekeként született. Műegyetemi tanulmányait követően Czigler Győző professzor mellett dolgozott. Életművében a veszprémi, a zalaegerszegi, a szombathelyi kórház és a budapesti Erzsébet Szálló építése a legjelentősebb.
A Szombathely város és Vas vármegye részére épülő közkórház tervpályázatán első díjat, majd megbízást nyert. A kórház nagyságrendjével az 1920-as évek egyik legjelentősebb építészeti alkotása magyar vidéki városban (1925–1927). Elrendezésével a kórház átmenetet képvisel a korabeli pavilonos rendszer és a későbbi, egy tömbbe foglalás között. A főépület alaprajza a szélesen kitáruló, erősen tagolt kompozíciónak megfelelően a kórház osztályait középső és két oldalszárnyra, valamint az ezekből kiinduló, zárt udvart körbefogó épületnyúlványokra osztja szét. A belső udvarba pergolás bejárón keresztül jutunk.
Rerrich Béla találóan jellemezte: ... „az egyszerű, világos alaprajzból barátságos, kedves külső megoldások alakulnak ki a tervező kezében. Kiindulói a Louis seize és a Biedermeier, de nem utánérzése, kópiája meglévő építményeknek, hanem ezeknek az irányoknak egyéni megérzésében való interpretációja. Homlokzatai újak, derűsek, de egyúttal meghitt ismerősök, mint a társaságban az olyan emberek, akik újak és ismeretlenek előttünk és mégis, mintha régi barátokat látnánk bennük, egyszerre megszeretjük őket, mert szerények, őszinték, finomak és derűsek – és becsületes benyomást tesznek ránk. És Jakabffy munkái nemcsak alaprajzi kompozíciójukban ilyenek, de elsősorban homlokzati megoldásukban is: nyugalommal, szeretettel, gondossággal és becsületességgel megoldottak. Mikor ezeket a munkákat nézegetjük, mintha éreznők, hogy ez az építész a régiek módjára jutott el idáig: megtanulta a mesterséget alaposan és ösztönös, eredeti és egyéni ízléssel űzi.”

## Hozzájárulása az építészet fejlődéséhez
„…Rerrích Bélának, aki az építészeti haladás különféle útjaival kísérletező, kimagasló képességű és teljesítményű építész volt, ezen szavai legalább olyan jellemzőek a kor építészeti szemléletére, mint a Vas megyei kórház eklektikus homlokzatai: a neobarokk formák mögött tükrözik a formakeresés szándékát, az útkeresés mellett a mesterségbeli tudásba való kapaszkodást; az alaprajz elsőbbségének elismerésével előrevetítik a funkcionalizmust, ugyanakkor magyarázatot kívánnak szolgáltatni olyan formákhoz, melyek korszerűségéről már maguk sem lehettek meggyőződve. Jakabffy más munkái - Berey Lajos építőmester irodaháza (1924) és Száva Sándor lakóháza - még kötöttebb, neobarokk stílusú homlokzatokkal épültek. Életművéhez tartozik az ankarai magyar követség épülete is.”

(M.M.1919–1945)